# 29P/Schwassmann-Wachmann
29P/Schwassmann-Wachmann, anciennement Schwassmann-Wachmann 1, est une comète périodique du système solaire, plus précisément un centaure actif, découverte le 15 novembre 1927 par les astronomes allemands Friedrich Karl Arnold Schwassmann et Arno Arthur Wachmann à l'Observatoire de Hambourg, en Allemagne.

## Observations

### Possible fragmentation
Début octobre 2019 est annoncée sa possible fragmentation.

### Jet de gaz vers la Terre
Les premières observations par longueur d’onde radio indiquent un jet de gaz frontal dirigé vers la Terre.

### Jets supplémentaires
L'utilisation de l’instrument NIRSpec (Near-Infrared Spectrograph) de James Webb pour recueillir des informations supplémentaires sur la composition du jet pointant vers la Terre, a permis de découvrir trois autres jets de gaz provenant de la surface de Centaur 29P. Deux jets de CO2 provenant des directions nord et sud, et un autre jet pointant vers le nord. Ces découvertes offrent de nouvelles perspectives sur la formation et l’évolution du système solaire.

Vue d'artiste de l'activité de dégazage de Centaur 29P vue de côté.

### Structure
Les distributions de dégazage complexes suggèrent que 29P a "une structure bilobée avec des composants de composition distincte ou qu'une forte érosion différentielle a lieu sur le noyau". 
- Liste de comètes
- Comète périodique